# District de Hartberg
Le district de Hartberg était une subdivision territoriale du land de Styrie en Autriche.

## Géographie

### Lieux administratifs voisins
|                  | District de Neunkirchen (Basse-Autriche) | District de Wiener Neustadt-Land (Basse-Autriche) |
| District de Weiz |                                          | District d'Oberwart (Burgenland)                  |
|                  | District de Fürstenfeld                  |                                                   |

## Communes
Le district de Hartberg était subdivisé en 50 communes :